# Edward Aleksander Władysław O'Rourke
Il conte Edward Aleksander Władysław O'Rourke (Basina, 26 ottobre 1876 – Roma, 27 giugno 1943) è stato un vescovo cattolico polacco.

## Biografia
Edward Aleksander Władysław O'Rourke nacque a Basina il 26 ottobre 1876. La sua era una famiglia di origini irlandesi appartenente alla nobiltà dell'Impero russo. Diversi parenti furono alti ufficiali dell'Esercito imperiale russo. Il più importante fu Joseph Cornelius O'Rourke. La famiglia possedeva titoli imperiali dell'Impero russo e del Sacro Romano Impero ma presentarono una petizione per conservare anche il titolo irlandese di conte, cosa che fu concessa dallo zar nel 1848. Edward era il figlio di Michał Łazarz O'Rourke (1824-1894) e della tedesca del Baltico Angelika von Bochwitz (?-1919). Grazie ai suoi antenati di diverse nazionalità e alla struttura multietnica della popolazione della Bielorussia di allora, ricevette un'educazione internazionale.

### Formazione e ministero sacerdotale
Già in gioventù O'Rourke imparò più di una mezza dozzina di lingue: tedesco, inglese, russo, francese, polacco, latino e greco. Inizialmente frequentò una scuola di grammatica gesuita a Bąkowice (oggi Chyriw), poi, dal 1890, le scuole di grammatica statali di Vilnius e Riga. Nella capitale lettone, superò l'esame di immatricolazione nel 1898.
Dal 1898 al 1903 studiò economia e commercio all'Università tecnica di Riga. A quel tempo era attivo nella società accademica polacca "Arkonia". Nel 1903 iniziò a studiare giurisprudenza all'Università di Friburgo, in Svizzera. Presumibilmente influenzato dal vescovo di Vilnius Eduard Baron von der Ropp, nel maggio dell'anno seguente iniziò gli di teologia all'Università di Innsbruck in vista dell'ordinazione sacerdotale.
Il 27 ottobre 1907 fu ordinato presbitero per la diocesi di Samogizia. Fu professore di storia della Chiesa, tedesco e francese al seminario dell'Mahilëŭ a San Pietroburgo e cappellano dei lavoratori di Kolpino fino al 1911. Dopo un breve periodo come segretario dell'arcivescovo, dal 1912 al 1917 fu parroco della parrocchia di San Stanislao a San Pietroburgo. I fedeli di quella parrocchia parlavano russo, polacco, lituano, lettone, tedesco e inglese. Nel 1912 divenne canonico onorario del capitolo della cattedrale. Dopo lo scoppio della prima guerra mondiale, partecipò ai lavori della Società polacca per l'assistenza alle vittime della guerra. Dal 1917 al 1918 fu vicario generale dell'arcidiocesi. Allo stesso tempo, apparteneva al Consiglio della regione polacca di Minsk.
Visse in prima persona la Rivoluzione russa del 1917 e questo determinò il suo atteggiamento verso il comunismo e il bolscevismo.

### Ministero episcopale
Nel 1917 la Chiesa e il governo di Aleksandr Fëdorovič Kerenskij decisero di ristabilire la diocesi di Minsk. O'Rourke venne nominato amministratore e capo ad interim della Chiesa cattolica in Russia con sede a Minsk. Incontrò poi monsignor Achille Ratti, visitatore apostolico per i Paesi Baltici, e in seguito papa. A causa della proposta indipendenza della Lettonia, nel 1918 fu re-istituita la diocesi di Riga.

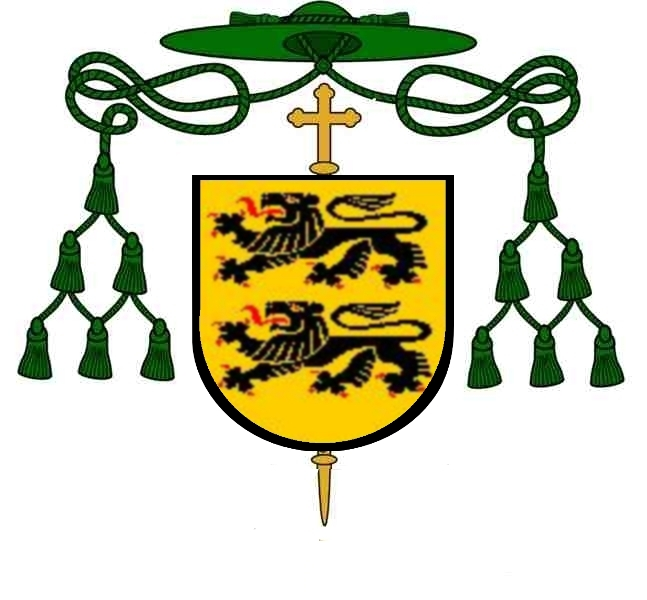
Stemma di monsignor O'Rourke come vescovo di Riga.

Il 29 settembre 1918 papa Benedetto XV, su raccomandazione di monsignor Achille Ratti, lo nominò vescovo di Riga. Ricevette l'ordinazione episcopale il 15 dicembre successivo nella cattedrale di Vilnius dal vescovo di Vilnius Jurgis Matulaitis-Matulevičius, co-consacrante il vescovo di Samogizia Pranciškus Karevičius e l'assistenza di padre Kazimierz Mikolaj Michalkiewicz, futuro vescovo ausiliare di Vilnius. Prese possesso della diocesi nella primavera del 1919.
Nel mezzo delle turbolenze politiche e delle implicazioni militari (le truppe tedesche erano ancora nel paese a combattere contro i bolscevichi), il vescovo iniziò a stabilire condizioni ragionevolmente ordinate nella pastorale cattolica. Con l'approvazione delle autorità lettoni, fece arrivare religiosi stranieri nel paese poiché non aveva preti per il mezzo milione di cattolici. Gran parte del clero era infatti fuggito in Germania o in Polonia. Cercò comunque di stabilire un sacerdozio di nazionalità lettone. Su suggerimento di O'Rourke, la Santa Sede estese la giurisdizione della diocesi di Riga alla provincia di Curlandia, che fino a quel momento apparteneva alla diocesi di Samogizia. I confini ecclesiastici ora coincidevano con quelli dello stato lettone. Allo stesso tempo, O'Rourke condusse trattative per stabilire un Concordato con gli Stati baltici, che furono accompagnate dal nunzio apostolico a Varsavia, Achille Ratti. Presentò le dimissioni dopo che il nuovo governo lettone di Kārlis Ulmanis chiese alla Santa Sede di nominare un vescovo che parlasse il lettone. Il 10 aprile 1920 papa Benedetto XV accettò la sua rinuncia al governo pastorale della diocesi e lo nominò vescovo titolare della Canea.

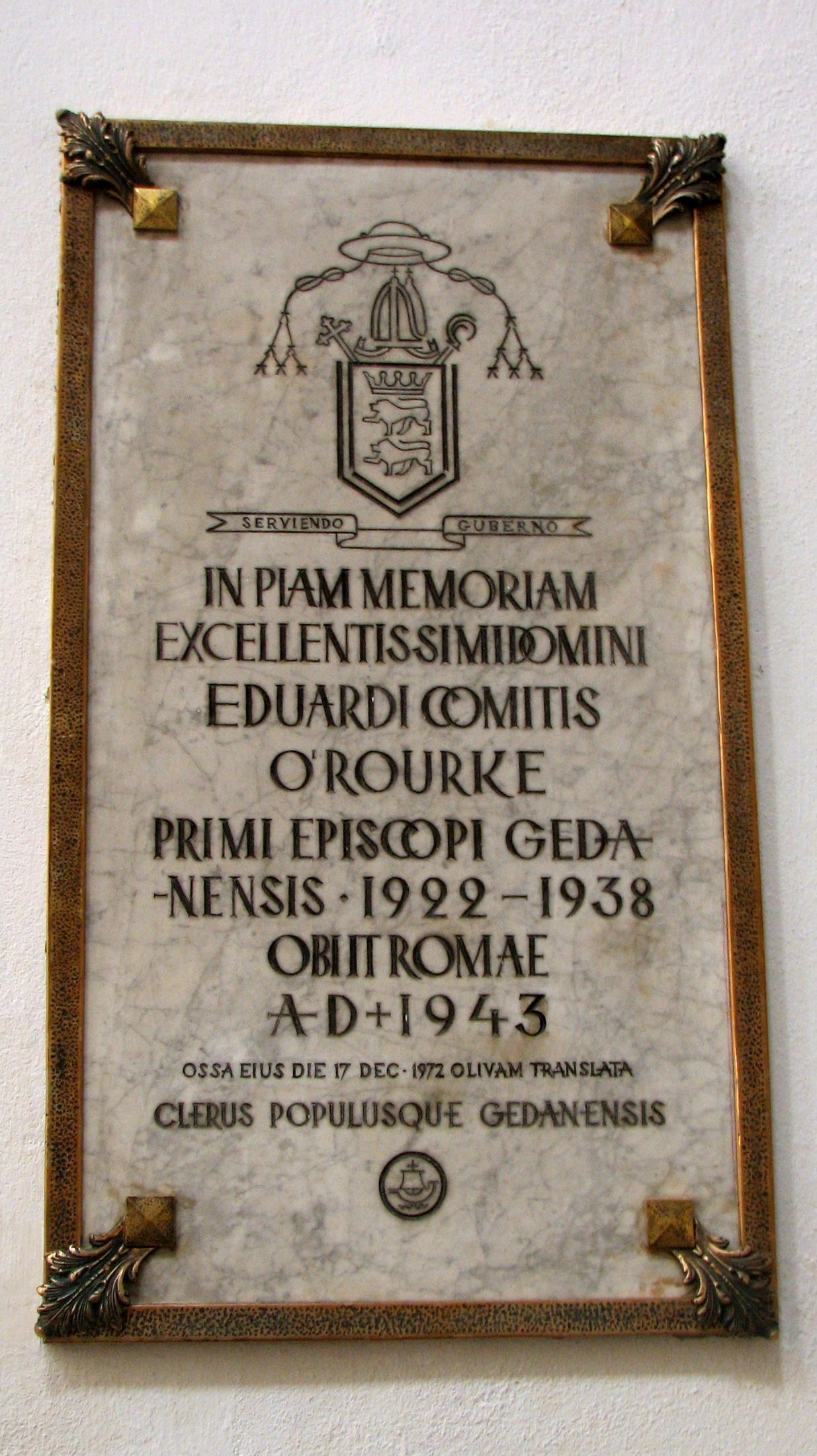
Targa commemorativa nella cattedrale di Danzica-Oliwa.

Dall'8 dicembre 1920 al dicembre del 1921 fu delegato apostolico in Estonia, Lettonia e Lituania. Nel novembre del 1921 fu delegato pontificio per i rifugiati russi a Danzica e nella Prussia orientale e nel 1928 delegato pontificio per i cattolici russi residenti nella Repubblica di Weimar. Nella seconda metà degli anni '20 riorganizzò la pastorale degli immigrati in terra tedesca. Nel 1928, sotto la supervisione di monsignor O'Rourke, venne fondata l'Organizzazione papale di soccorso per i russi in Germania.
Nel 1920 la Città Libera di Danzica fu separata dalla Repubblica di Weimar. Il 24 aprile 1922 papa Pio XI lo nominò amministratore apostolico della Città Libera di Danzica e il 21 dicembre dello stesso anno vescovo titolare di Pergamo. Il 30 dicembre 1925 fu eretta la diocesi di Danzica e il 2 gennaio monsignor O'Rourke ne fu confermato vescovo. Cercò, per quanto possibile, di rendere giustizia alla minoranza polacca. Il 1º settembre 1924 istituì una parrocchia personale polacca. A Danzica tentò - come aveva fatto a Riga in precedenza - di costruire una diocesi che non fosse divisa lungo linee di divisione nazionali e linguistiche. Il suo vicario generale Anton Sawatzki si occupava di gran parte dell'amministrazione interna. Inizialmente stabilì buoni rapporti con le autorità, che gli conferirono la cittadinanza il 12 giugno 1926, e la popolazione, che era per lo più protestante. I rapporti iniziarono a deteriorarsi nel 1933, anno i cui i nazionalsocialisti ottennero la maggioranza nel Senato di Danzica. Dal 10 al 12 dicembre 1935 tenne un sinodo ma le crescenti pressioni del Senato guidato da Arthur Greiser lo costrinsero a dimettersi come vescovo dopo aver tentato di nominare altri quattro parroci polacchi. Il 13 giugno 1938 papa Pio XI accettò la sua rinuncia al governo pastorale della diocesi e lo nominò vescovo titolare di Sofene. Dopo le sue dimissioni, nel dicembre del 1938, dichiarò di avere un triste primato a causa delle circostanze politiche in quanto portava già il quinto titolo episcopale.
A causa della perdita della cittadinanza della Città Libera di Danzica dovuta alle sue dimissioni, nel 1938 divenne apolide. L'anno successivo ottenne la cittadinanza polacca e divenne canonico della cattedrale di Gniezno.
Quando il 1º settembre 1939 i tedeschi attaccarono la Polonia monsignor O'Rourke era in viaggio verso l'Estonia. Viaggiò da Varsavia a Königsberg e poi fino a Berlino, dove chiese un visto per l'Italia. Dopo essersi recato a Roma, cercò di tornare nella sua arcidiocesi di Poznań, ma la sua domanda di visto fu respinta dai tedeschi.
Morì a Roma il 27 giugno 1943 all'età di 67 anni. Inizialmente fu sepolto nel cimitero del Verano. Nel 1972 le sue spoglie furono trasferite in Polonia e sepolte nella tomba dei vescovi della cattedrale di Danzica-Oliwa.

## Genealogia episcopale
La genealogia episcopale è:
- Cardinale Scipione Rebiba
- Cardinale Giulio Antonio Santori
- Cardinale Girolamo Bernerio, O.P.
- Vescovo Claudio Rangoni
- Arcivescovo Wawrzyniec Gembicki
- Arcivescovo Jan Wężyk
- Vescovo Piotr Gembicki
- Vescovo Jan Gembicki
- Vescovo Bonawentura Madaliński
- Vescovo Jan Małachowski
- Arcivescovo Stanisław Szembek
- Vescovo Felicjan Konstanty Szaniawski
- Vescovo Andrzej Stanisław Załuski
- Arcivescovo Adam Ignacy Komorowski
- Arcivescovo Władysław Aleksander Łubieński
- Vescovo Andrzej Mikołaj Stanisław Kostka Młodziejowski
- Arcivescovo Kasper Kazimierz Cieciszowski
- Vescovo Franciszek Borgiasz Mackiewicz
- Vescovo Michał Piwnicki
- Arcivescovo Ignacy Ludwik Pawłowski
- Arcivescovo Kazimierz Roch Dmochowski
- Arcivescovo Wacław Żyliński
- Vescovo Aleksander Kazimierz Bereśniewicz
- Arcivescovo Szymon Marcin Kozłowski
- Vescovo Mečislovas Leonardas Paliulionis
- Vescovo Kasper Felicjan Cyrtowt
- Arcivescovo Wincenty Kluczynski
- Arcivescovo Pranciškus Karevičius, M.I.C.
- Arcivescovo Jurgis Matulaitis-Matulevičius, M.I.C.
- Vescovo Edward Aleksander Władysław O'Rourke